# ストンピィ
株式会社ストンピィは、東京都渋谷区にあるブラウザゲームを開発運営している企業である。

## 会社概要
2010年（平成22年）4月1日設立。主にブラウザゲームを開発運営している。

## 主な運営ブラウザゲーム
- 俺の甲子園
- ドラゴンクレイズ

## 運営を終了したブラウザゲーム
- ドラゴンブレイブ（2018年1月末にサービス終了）